# Grant Hutchinson
Grant Hutchinson (* 11. November 1989 in Enniskillen, Nordirland) ist ein nordirischer Fußballspieler. Er spielt in der Danske Bank Premiership als zentraler Mittelfeldspieler für den Dungannon Swifts F.C.

## Karriere
Hutchinson ist ein zentraler, kreativer Mittelfeldspieler. Sein Spielstil erlaubt es ihm, in der Mehrzahl der Eins-zu-Eins-Situationen das Tempo des Spiels für sich zu nutzen, wenn er im Ballbesitz ist. Er ist für seine Fähigkeit der Ballannahme und Ballkontrolle auf engem Raum bekannt. Durch diese Eigenschaften, gepaart mit einer Bandbreite an Pässen, fand er in Nordirland Beachtung als einer der besten jungen Mittelfeldspieler in der Dankse Bank Premier League.
Hutchinson begann seine Karriere bei Ballinamallard United F.C. und durchlief das Jugendsystem des Vereins, bevor er in der Saison 2005 in die erste Mannschaft wechselte. In dieser Zeit gewann er den Harry Cavan Youth Cup und wurde im Finale als Man of the Match ausgezeichnet. 
Nach diesem Erfolg wurde er ausgewählt, den Fermanagh County Squad beim internationalen Jugendturnier Milk Cup von 2005 bis 2007 zu vertreten. Hutchinson wurde außerdem berufen, um sein Land auf Jugendebene international zu vertreten.
Anschließend wechselte er 2011 zu Carrick Rangers F.C.  Kurz darauf wurde er im Alter von 21 Jahren zum Mannschaftskapitän ernannt. Er spielte eine Saison für den Verein, bevor er zum in der Danske Bank Premier League spielenden Verein Dungannon Swifts F.C. wechselte.
Hutchinson wurde seit seinem Eintritt in den Club regelmäßig in der Startelf eingesetzt. Am Ende der Saison 2013/14 wurde er sowohl als Spieler der Saison als auch mit dem Fan-Preis als Spieler der Saison ausgezeichnet.